# Antioco Piseddu
Antioco Piseddu (ur. 17 września 1936 w Senorbi, zm. 8 czerwca 2025 w Cagliari) – włoski duchowny rzymskokatolicki, w latach 1981–2014 biskup Lanusei.

## Życiorys
Święcenia kapłańskie przyjął 29 czerwca 1960. 29 września 1981 został mianowany biskupem Lanusei (wówczas pod nazwą Ogliastra). Sakrę biskupią otrzymał 8 listopada 1981. 31 stycznia 2014 przeszedł na emeryturę.